# Esko Elstelä
Esko Elstelä (15 de noviembre de 1931 – 30 de septiembre de 2007) fue un director teatral y televisivo, así como traductor, de nacionalidad finlandesa.

## Biografía
Su nombre completo era Kaarlo Esko Oskar Elstelä, y nació en Pori, Finlandia, siendo sus padres Ossi y Irja Lautia, y sus hermanas las actrices Kristiina y Riitta Elstelä. Fue director en el Teatro Nacional de Finlandia entre 1974 y 1994, y representó obras como Léocadia (de Jean Anouilh), La cantante calva (de Eugène Ionesco), Annie Get Your Gun (de Irving Berlin), Irma La Douce (de  Marguerite Monnot), La tempestad (de Shakespeare), Tartufo (de Molière), Coriolano (de Shakespeare), Cuento de invierno (de Shakespeare), Lorenzaccio (de Alfred de Musset), y A buen fin no hay mal principio (de Shakespeare), entre otras.
Elstelä tradujo también algunas obras al finlandés, como fue el caso de Ei lempi leikin vuoksi (de Alfred de Musset) , Calígula (de Albert Camus), La rosa tatuada (de Tennessee Williams), El misántropo (de Molière), El mercader de Venecia (de William Shakespeare), y el musical estadounidense Hair, que tradujo en 1969.
Esko Elstelä falleció en  Helsinki, Finlandia, en el año 2007. Había estado casado con Satu Waltari y fue padre de Joel Elstelä.

## Filmografía (selección)
- 1938 : Niskavuoren naiset (actor)
- 1964 : Onnelliset leikit , episodio Tikku (actor, director y guionista)
- 1973 : Polkkapari (TV, director y guionista)
- 1974 : Nuori Ida Aalberg (TV, director)
- 1975 : Vieras rouva (TV, director y guionista)
- 1975 : Talvinen tarina (TV, director y guionista)
- 1976 : Naistentanssit (TV, director y guionista)
- 1977 : Teatterituokio, episodio Hautajaiset (TV, director y guionista)